# فرانسيس كالابات
فرنسيس يوحنا كالبات (مواليد 13 مايو 1970) هو رجل دين كاثوليكي يشغل منصب أسقف أبرشية القديس توما الرسول الكلدانية في ديترويت التابعة للكنيسة الكلدانية الكاثوليكية.

## الحياة
بدأ دراسته الجامعية الأولى (الفلسفة) في مركز القديس فرنسيس دي ساليس للتكوين الكهنوتي بجامعة سان دييغو، في مقاطعة سان دييغو، كاليفورنيا. وبعد ذلك، بدأ الدراسة اللاهوتية العليا المطلوبة للكهنوت الكلداني الكاثوليكي في المعهد الإكليريكي "ساكريد هارت ميجور" في ديترويت بولاية ميشيغان. رُسم كاهناً في 5 يوليو 1995، وعُيّن نائباً راعياً لكنيسة أم الله في ساوثفيلد، ميشيغان، وهي المدينة التي تضم كاتدرائية الأبرشية. ومنذ عام 2001، شغل كالبات منصب راعي كنيسة القديس توما في ويست بلومفيلد، ومدير الدعوات الكهنوتية في الأبرشية، وكان مشاركاً في مركز إعادة التبشير. يتحدث العربية والإنجليزية والآرامية، كما يعرف الإسبانية. نال السيامة الأسقفية وتسلّم منصبه كأسقف في 14 يونيو 2014.
في 9 أغسطس 2017، عيّنه البابا فرنسيس مديراً لأبرشية مار أدي الكلدانية في تورونتو.

## قراءات إضافية
- وونغ بارنستيد، إليزابيث (12 مايو 2014). "الأسقف الكلداني المنتخب متواضع ومكرّس". The Michigan Catholic. مؤرشف من الأصل في 2024-12-04.

## روابط خارجية
- الموقع الرسمي لأبرشية ديترويت، تاريخ الوصول 2 مارس 2024.

| ألقاب مسيحيَّة كاثوليكيَّة    | ألقاب مسيحيَّة كاثوليكيَّة                                            | ألقاب مسيحيَّة كاثوليكيَّة |
| ------------------------- | ----------------------------------------------------------------- | ---------------------- |
| سبقه إبراهيم نامو إبراهيم | أسقف أبرشية القديس توما الرسول الكلدانية في ديترويت 2014-حتى الآن | تبعه شاغل المنصب       |